# غاري يوروفسكي
غاري يوروفسكي (بالإنجليزية: Gary Yourofsky)‏ (ولد في 19 أغسطس، 1970) في ديترويت، ميشيغان، الولايات المتحدة الأمريكية وهو ناشط أمريكي من أجل حقوق الحيوان.
يوروفسكي عمل في منظمة PETA وتحدث عن النباتية في محاضرات منظمة أمام أكثر من 60,000 طالب في كل من المدارس الاعدادية والمدارس الثانوية والكليات في جميع أنحاء الولايات المتحدة الأمريكية. عرف يوروفسكي بتصريحاته النارية ضد أولئك الذين يستخدمون الحيوانات - لأهداف مثل الغذاء، والصيد، أو الفراء. في الفترة ما بين 1997-2001 اعتقل يوروفسكي 13 مرة، في معظمها بتهمة الإخلال بالنظام العام في اطار أعمال الاحتجاج التي كان يقوم بها. في عام 1997 اقتحم مزرعة لحيوانات ذوي الفراء في كندا وحرر منها 1542 فيزون نتيجة لهذا العمل سجن لمدة 77 يوما في سجن كندي. الأضرار الناجمة قدرت بنحو نصف مليون دولار كندي. بسبب نشاطه الكبير، وبسبب هذه الأعمال يعتبر يوروفسكي شخصا غير مرغوب فيه عند شرطة الحدود في انكلترا وكندا.
يوروفسكي بدأ مسيرته كناشط لحقوق الحيوان في أعقاب مشاهدته فيل في سيرك حيث تطوع هناك زوج والدته كمهرج. في هذا اللقاء شاهد الفيل وكانت قد ثقبت أذناه وأيضا كان مكبلا بالسلاسل الحديدية. ووصف يوروفسكي هذا الاجتماع بالفيل بأنه «مظهر للحزن واليأس» وفي عام 1996 قام بتأسيس جمعية ADAPTT (حيوانات يستحقون الحماية المطلقة اليوم وغدا)، وهي منظمة مؤيدة للنباتية ومعارضة لاستخدام الحيوانات في أي شيء.

## وصلات خارجية
- غاري يوروفسكي على موقع IMDb (الإنجليزية)

- موقع ADAPTT
- موقع PETA (أناس من اجل علاقة اخلاقية مع الحيوانات), أكبر منظمة بالعالم من اجل حقوق الحيوان.